# 浦末國家公園

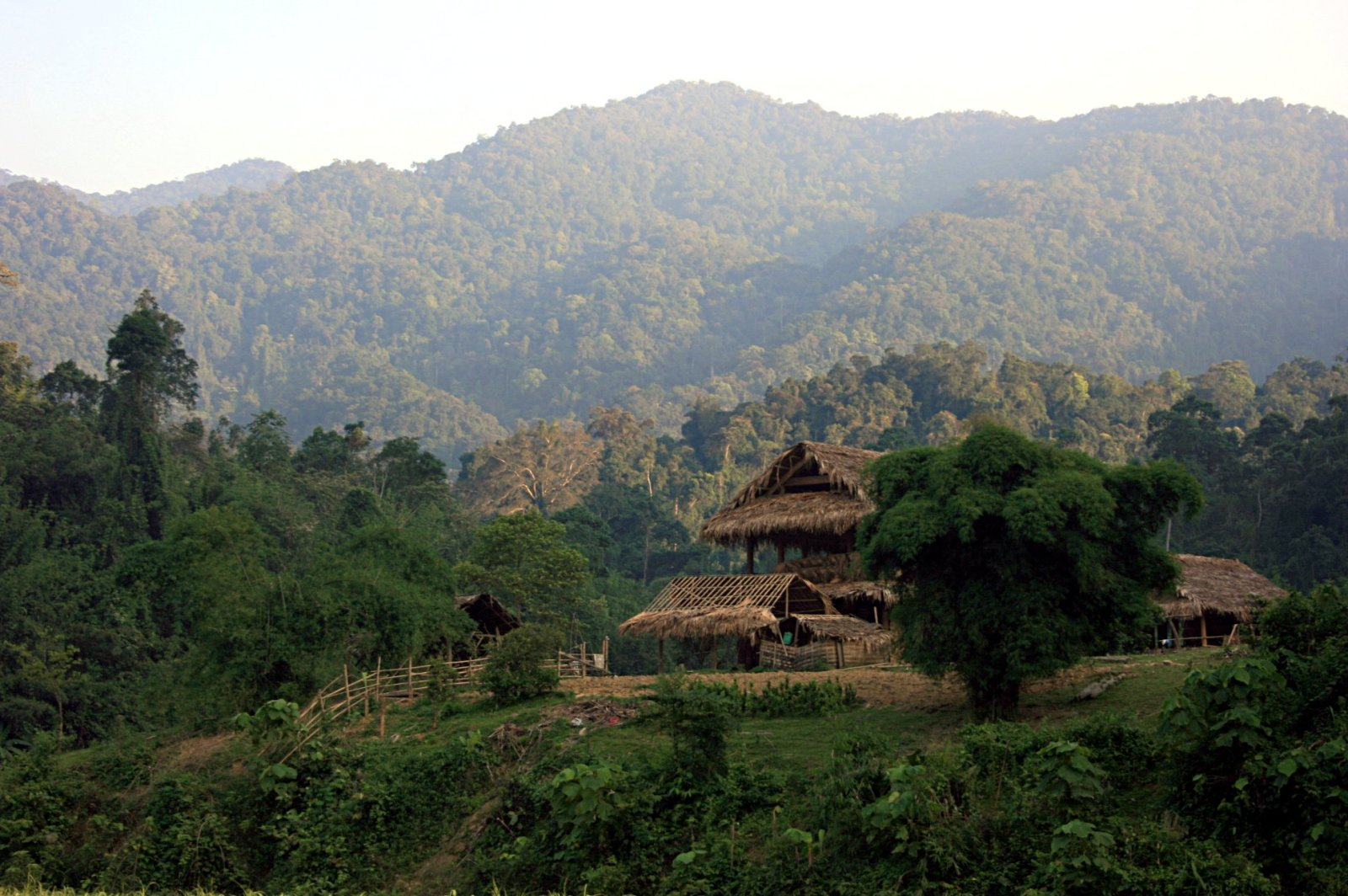

18°59′0″N 104°40′0″E / 18.98333°N 104.66667°E
浦末國家公園是越南的國家公園，位於北中部，處於乂安省，成立於2001年11月9日，面積911平方公里，有白頰長臂猿、白臀葉猴、中南大羚等野生動物棲息。

## 外部來源
- Vietnam National Parks & Reserves